# 葉禮至
葉禮至（Yeh Li-Chih；1994年8月16日—），生於台灣，台灣職業泰拳運動員，台灣首位打入One Championship 泰拳的人，主要練習泰拳(Muay Thai) 與踢拳(Kickboxing)等這兩項運動項目。身高168cm，比賽體重51~57kg。

## 综合战绩
戰績如下:
- 曾拿過台灣51KG跟54KG兩個量級的泰拳冠軍、台灣54KGKickboxing冠軍跟台灣52KG散打冠軍。
- 2012年台灣 52KG 散打冠軍
- 2014年桃園縣 52KG 散打冠軍
- 2014年台灣WAKO低踢組 54KG 冠軍
- 2014年台灣泰拳 51KG 冠軍
- 2015年台灣泰拳 54KG 冠軍
- 2015年IFMA MUAY THAI UNDERSITY WOULD CUP 54KG 擊敗土耳其
- 2016年 台灣WAKO低踢組 54KG 冠軍
- 2016年 首屆立青泰拳錦標賽 57KG冠軍
- 2016年 台灣泰拳 51KG 冠軍
- 2016年 X-Fight 崑崙之路 50KG 亞軍
- 2016年 台灣散打 52KG 冠軍
- 2017年 第二屆立青泰拳邀請賽 54KG 冠軍
- 2017年 立青泰拳秋季賽 54 KG 冠軍
- 2018年 異鄉擂台 55 KG 亞軍
- 2018年 YOKKAO 33&34 57 KG 亞軍
- 2019年 WMO World Muay Thai Organization Pro-am 世界泰拳錦標賽 54KG 亞軍(8強-勝斯里蘭卡/4強-勝法國/決賽-負泰國)
- 2019年 X-Fight x Yokkao Hong Kong X-Fight Series 2019 - Battle Core 54KG 亞軍
- 2019年 Max Muay Thai 53 KG （勝利）
- 2019年 Max Muay Thai 53 KG冠軍挑戰權爭奪賽（勝利）
- 2020年 立青泰拳秋季賽 54KG 亞軍
- 2020年 全國泰拳中正盃菁英組 57KG 冠軍
- 2020年 全國WAKO踢拳Kickboxing K-1組 57KG 冠軍
- 2024年 泰國普吉島Patong boxing stadium 53 KG （勝利）
- 2024年 WMO World Muay Thai Organization Pro世界泰拳錦標賽（職業）51KG 亞軍
- 2024年 泰國清邁Fairtex Fight 52 KG（勝利）
- 2024年 One Championship 115磅 （負）
- 2025年 泰國清邁Fairtex Fight 53KG (勝利）
- 2025年 Rajadamnern Stadium Knockout 115磅 （勝利）

## 外部連結
- 葉禮至的Facebook帳戶 （页面存档备份，存于）
- 葉禮至的Instagram帳戶
- Muay Thai Bank泰拳銀行Youtube頻道 （页面存档备份，存于）